# 弗罗斯特号护航驱逐舰
弗罗斯特号护航驱逐舰（英語：USS Frost，舷号：DE-144），是美国海军于第二次世界大战期间建造的一艘埃德索尔级护航驱逐舰，其舰名取自第一次世界大战期间的海军十字勋章获得者霍洛韦·霍尔斯特德·弗罗斯特中校。弗罗斯特号在二战中表现活跃，曾多次参加反潜行动并与友军协作击沉多艘U型潜艇，她也因突出的反潜效率而被授予总统单位表彰。
该舰由中校的遗孀冠名，于1943年1月13日在德克萨斯州奥兰治联合钢铁厂铺设龙骨，随后于3月21日下水。1943年8月30日，弗罗斯特号正式服役，交由西奥多·斯莫尔·兰克（Theodore Small Lank）少校指挥。

## 设计与装备
埃德索尔级护航驱逐舰的设计与巴克利级护航驱逐舰类似，均采用长船体并建有较高的舰桥。该级护航驱逐舰配备3英寸（76毫米）50倍径单装主炮，后续曾计划更换为5英寸（127毫米）38倍径主炮，但最终没有实际执行。该级护航驱逐舰由4台费尔班克斯-莫尔斯38D8-1/8-10内燃机提供动力，总功率最高可达6000匹马力，最高航速21节。其燃料舱可携带312吨重油，在12节航速下航程可达11000海里。此外，该级舰船还配备有较完善的侦查搜索系统，包括SL或SU水面雷达、SA对空雷达、QC声呐系统以及用于监听潜艇无线电的HF/DF天线。

## 服役历史
1943年11月11日至12月25日，弗罗斯特号护送一支船队前往卡萨布兰卡，随后她加入以克罗坦号护航航空母舰为核心的猎潜大队，跟随其前往大西洋执行任务。1944年3月24日至5月11日，弗罗斯特号参加了首次猎潜巡逻，期间她参与搜寻U-856号潜艇，协助舰队的其他船只于4月7日将其击沉。4月26日，在收到克罗坦号所属飞机提供的情报后，弗罗斯特号与其他3艘护航船只成功发现并在17°54′N 38°05′W / 17.900°N 38.083°W处击沉了U-488号潜艇。
6月3日至7月22日，弗罗斯特号再次护送船队跨越大西洋前往卡萨布兰卡。6月11日，舰队在亚速尔群岛西北部海域侦测到U-490号潜艇，在经历漫长的战斗后，舰队佯装离开并在潜艇上浮换气时将其击沉，弗罗斯特号俘获了包括艇长在内的10名德军艇员。7月3日，弗罗斯特号又与姊妹舰英奇号一起在34°00′N 19°30′W / 34.000°N 19.500°W处击沉了U-154号潜艇。
8月20日至10月2日，弗罗斯特号执行了她的第三次反潜巡逻任务。9月13日，沃林顿号驱逐舰在热带气旋中进水沉没，弗洛斯特号与其他护航驱逐舰随后赶到事发海域打捞幸存者。此次巡逻结束后，弗罗斯特号前往关塔那摩湾和百慕大海域接受训练。
1945年1月23日至2月7日，弗罗斯特号护送富兰克林·罗斯福总统乘坐的昆西号重巡洋舰前往雅尔塔会议，随后返回纳拉甘西特湾和卡斯柯湾接受进一步训练。之后，猎潜大队再次出发执行巡逻任务。
4月15日夜，斯坦顿号护航驱逐舰追踪到U-880号潜艇，次日凌晨，弗罗斯特号加入战斗并于1时14分监听到剧烈的水下爆炸。1时55分，弗罗斯特号追踪到U-1235号潜艇，2艘护航驱逐舰迅速开火并在潜艇下潜后投下深水炸弹，4时10分，该潜艇在水下爆炸。
7月10日，弗罗斯特号离开波士顿前往加勒比地区训练，随后经巴拿马运河进入太平洋，最终在日本投降后抵达珍珠港。她随后将一些乘客送往加利福尼亚州圣迭戈，之后经弗吉尼亚州诺福克前往佛罗里达州格林科夫斯普林斯封存，最终于1946年6月18日在当地退役并加入美国海军预备舰队。1965年4月1日，弗罗斯特号自美国海军除籍，随后于次年12月29日被出售拆解。

## 荣誉
弗罗斯特号在第二次世界大战中共获得1次总统单位表彰和7枚战斗之星，其服役期间所获荣誉如下：
|  |                                         |  |
|  | Silver star · Bronze star · Bronze star |  |

| 战斗行动奖章 （追授） | 总统单位表彰 |

| 美国战役奖章 | 欧洲-非洲-中东战役奖章 （7枚战斗之星） | 第二次世界大战胜利奖章 |

其总统单位表彰内容如下：
1944年3月24日至1945年5月8日，弗罗斯特号护航驱逐舰在大西洋海域的对敌作战中表现突出，立下卓越功绩。作为反潜特遣舰队的一员，她在密集的猎潜任务中巧妙地与其他船只及飞机协同攻击，大胆而精准地发动打击，在12个月内就击沉了U-488、U-490、U-154、U-1235、U-880五艘德军潜艇，其中两艘潜艇为补给艇，她们的沉没严重阻碍了其他U型潜艇在关键时期的行动。弗罗斯特号在执行指定任务时始终保持着卓越的效率，为第二次世界大战中护航船只的反潜效能树立了模范。她击沉五艘德军潜艇的杰出记录证明了英勇的战斗精神和船员非凡的作战勇气，符合美国海军服役的优良传统。

## 历任舰长
| 姓名       | 译名               | 军衔 | 任职时间                     |
| ---------- | ------------------ | ---- | ---------------------------- |
|            | 西奥多·斯莫尔·兰克 | 少校 | 1943年8月30日                |
|            | 约翰·H·麦克沃特    | 少校 | 1944年1月29日                |
|            | 安德鲁·E·里奇      | 少校 | 1944年8月15日                |
|            | 凯达尔·B·布朗      | 上尉 | 1945年10月27日-1946年6月18日 |
| 参考文献： |                    |      |                              |